# Jon Kitna
Jon Kelly Kitna (Tacoma, 21 settembre 1972) è un ex giocatore di football americano statunitense che ha militato nel ruolo di quarterback nella National Football League (NFL). Dopo non essere stato scelto nel Draft NFL 1996 firmò coi Seattle Seahawks. Al college ha giocato a football alla Central Washington University.

## Carriera professionistica
Dopo non essere stato scelto nel Draft 1996, Kitna firmò in qualità di free agent con i Seattle Seahawks nel 1996 e fu trasferito in prestito ai Barcelona Dragons della NFL Europe nel 1997, dove venne premiato come miglior giocatore dell'annuale World Bowl. Tornato a Seattle nella stagione successiva, passò la maggior parte della sua prima stagione come riserva del quarterback titolare Warren Moon. Nel 1998 divenne titolare nei Seahawks.
Dopo quattro stagioni passate a Seattle, Kitna firmò coi Cincinnati Bengals nel 2001. Nel 2003 passò oltre 3.500 yard e 26 touchdown, venendo premiato come NFL Comeback Player of the Year Award e guidando Cincinnati a un rispettabile record di 8-8, la loro prima stagione senza un bilancio negativo dal 1996. Rimase coi Bengals fino al 2005, prima come titolare e in seguito come mentore di Carson Palmer.
Kitna firmò coi Detroit Lions come unrestricted free agent all'inizio del 2006. Giocò come titolare ogni gara dei Lions nel 2006 e 2007, lanciando oltre 4.000 yard in entrambe le stagioni, un record di franchigia all'epoca. Nel 2008, Kitna si infortunò e fu inserito in lista infortunati nella settimana 5. La squadra terminò la stagione regolare con un record di 0-16.
Jon passò le ultime tre stagioni della carriera come riserva di Tony Romo ai Dallas Cowboys, ritirandosi il 12 gennaio 2012. Dopo essere diventato un insegnante di matematica, a sorpresa a fine dicembre 2013 tornò a firmare coi Cowboys, alla ricerca di un quarterback dopo l'infortunio di Romo nella penultima gara della stagione.

## Palmarès
- NFL Comeback Player of the Year Award: 1

2003
- MVP del World Bowl

## Statistiche
| Yard lanciate     | 29.745 |
| Touchdown         | 169    |
| Intercetti subiti | 165    |
| Passer rating     | 77,4   |